# Syberia
Syberia je računalna avanturistička igra izdana 2002. Izdavač je tvrtka Microïds.

## Radnja
U igri se preuzima uloga Kate koja dolazi u grad Valadilène u francuskim Alpama. Kate dolazi s ciljem da ugovori prodaju tvornice igračaka. Po dolasku Kate saznaje da je vlasnica Anna Voralberg, mrtva i stiže upravo u vrijeme sprovoda. Tvornica igračaka je jako bitna za sam grad te je u interesu građana da tvornica ostane raditi.
Igra je rađena u point 'n' click tehnici te je vrlo igriva. Zagonetke su logične i nema puno kompliciranja.

## Tehnička strana
Kao i gotovo sve tradicionalne avanturističke igre nema multiplayer.
Što se tiče hardverskih zahtjeva igra je napravljena u dobrom engine-u te se može igrati i na starijim računalima, baš zbog svog 2D renderinga 3D grafike.

## Vanjske poveznice
- The Adventure Company - Syberia
- MobyGames- Syberia  Arhivirana inačica izvorne stranice od 3. ožujka 2007. (Wayback Machine)
- AdventureGamers- Syberia, recenzija  Arhivirana inačica izvorne stranice od 4. lipnja 2007. (Wayback Machine)